# Violencia sectaria
La Violencia sectaria es violencia inspirada en las diferentes ideologías dentro de una religión, o entre grupos en una nación o comunidad. La segregación religiosa suele desempeñar un papel importante al provocar este tipo de violencia.

## Concepto
De acuerdo con el Instituto Internacional de Estudios para la Paz de Estocolmo:

Traditionally, sectarian violence implies a symmetrical confrontation between two or more non-state actors representing different population groups.

La violencia sectaria difiere del concepto de disturbios raciales. Puede relacionarse con la dinámica de la polarización social, la balcanización de un área geográfica sobre las líneas de autoidentificación de los grupos y los conflictos sociales prolongados.
Algunos de los posibles ingredientes para la violencia sectaria son las luchas de poder, el clima político y social o cultural y el panorama económico.
- islámico - chiíes y suníes
- cristiano - catolicismo y protestantismo
- interreligioso - musulmán y cristiano
- económico - capitalismo y colectivismo
- político - comunista y nacionalista

## Entre cristianos
- Sectarian violence among Christians

### Católicos y ortodoxos
Aunque la primera cruzada fue iniciada en respuesta a un llamamiento del emperador bizantino Alexios I Komnenos para ayudar a repelar la invasión turca Seljuq de Anatolia, uno de los legados fue "una mayor separación entre las ramas orientales y occidentales del cristianismo entre sí".

### Guerras de religión en Europa

Batalla de la Montaña Blanca en Bohemia (1620)— una de las decisivas en la guerra de los treinta años

Siguiendo la estela de la Reforma protestante, aparecieron una serie de guerras en Europa hacia 1524 que continuaron intermitentemente hasta 1648. Aunque algunas veces no estaban conectadas entre sí, todas ellas estaban fuertemente influenciadas por el cambio religioso de aquel momento histórico y el conflicto y la rivalidad que producía. Según Miroslav Volf, las Guerras de religión en Europa fueron un factor determinante para "el surgimiento de la modernidad secular".
En la Matanza de San Bartolomé, los seguidores de la Iglesia católica mataron a más de 30.000 hugonotes (protestantes franceses) mediante turbas violentas. Estas masacres se convirtieron en Día nacional celebrando a Bartolomé el Apóstol. El papa Gregorio XIII envió al líder de las masacres una Rosa de oro y dijo que las masacres "le dieron más placer que cincuenta batallas de Lepanto, solicitando a Vasari la pintura de frescos sobre el tema en el Vaticano". Estos asesinatos han sido llamados "la peor masacre religiosa en siglos" y condujeron al comienzo de la cuarta guerra de las guerras de religión de Francia.

### Irlanda del Norte
Desde el siglo XIV ha habido conflictos sectarios de intensidad variada entre católicos y protestantes en Irlanda. Este sectarismo religioso está conectado con un cierto grado de nacionalismo. Irlanda del norte ha visto conflictos entre comunidades durante más de cuatro siglos y existen registros que se remontan a finales del siglo XVIII de religiosos, agentes de terratenientes, aspirantes a políticos y miembros de la aristocracia capitalizando este odio sectario y su violencia
William Edward Hartpole Lecky, historiador irlandés escribió "si la marca de la salud del cristianismo era la unión de sus miembros por una idea de fraternidad y amor, entonces no hay ningún país donode el cristianismo haya fracasado más estrepitosamente que en Irlanda": las reacciones a la dominación y los abusos se han transformado en acusaciones de sectarismo contra la comunidad minoritaria. Se ha argumentado que aquellas reacciones se entenderían mejor en términos de lucha contra el sectarismo que las relaciones de los gobiernos entre las dos comunidades y que ha conseguido la negación de derechos humanos en la comunidad minoritaria.

### Guerras en Yugoslavia
Howard Goeringer critica "al papa católico y al patriarca ortodoxo" por fracasar y no condenar la masacre deliberada de hombres, mujeres y niños en nombre de la limpieza étnica, algo incompatible con la vida y enseñanzas de Jesús

### Genocidio de Ruanda
La mayoría de Ruandeses, y los Tutsis en particular, son católicos, así que la religión compartida no evitó el genocidio. Miroslav Volf cita a un obispo católico de Ruanda que decía "Los mejores catequistas, aquellos que llenan nuestras iglesias los domingos, fueron los primeros en ir con machetes en la mano". Ian Linden afirma que "no hay absolutamente ninguna duda de que un número significativo de cristianos prominentes estuvieron envueltos en la matanza de sus propios líderes religiosos" According to Volf, "what is particularly disturbing about the complicity of the church is that Rwanda is without doubt one of Africa’s most evangelized nations. Eight out of ten of its people claimed to be Christians.".
Cuando los misioneros católicos fueron a Ruanda a finales de los años 1880, contribuyeron a la teoría "hamítica" del origen de la raza, que enseña que los Tutsi eran una raza superior. La iglesia ha tenido un rol significativo en el fomendo de las divisiones raciales entre los hutus y los tutsi, en parte porque encontraban más personas dispuestas a convertirse entre la mayoría hutu La Organization of African Unity (OAU) reporta el estado del genocidio:
In the colonial era, under German and then Belgian rule, Roman Catholic missionaries, inspired by the overtly racist theories of 19th century Europe, concocted a destructive ideology of ethnic cleavage and racial ranking that attributed superior qualities to the country's Tutsi minority, since the missionaries ran the colonial-era schools, these pernicious values were systematically transmitted to several generations of Rwandans…
La Iglesia católica argumenta que aquellos que tuvieron parte en el genocidio lo hicieron sin la sanción por parte de la iglesia Aunque el genocidio estaba motivado étnicamente y los factores religiosos no eran prominentes, Human Rights Watch reportaba que un buen número de autoridades religiosas en el país, particularmente católicas, no condenaron el genocidio públicamente en aquel momento. Algunos líderes cristianos han sido acusados por el Tribunal Criminal Internacional de Ruanda por sus roles en el genocidio Esto incluye curas, monjas y pastores de la Iglesia adventista del séptimo día.

### Escocia
- Sectarianism in Glasgow

Escocia sufre de un desbordamiento de sectarismo en Irlanda del Norte debido a las muchas personas con vínculos con las comunidades que viven allí, particularmente en el oeste. Los clubs de fútbol Celtic FC y Rangers FC han puesto el foco en este tema, ya que los Rangers eran icono protestante y los Celtic icono católico. Ambos equipos suscribieron iniciativas gubernamentales, y hay campañas caritativas como "Nil by Mouth" que trabajan sobre este tema, pero aún hay hinchas de cada equipo que cantan canciones y hacen aparecer eslóganes e imágenes relacionadas con el conflicto de Irlanda del Norte. Los Ranger están llevando una política anti sectaria llamada Follow With Pride.

## Entre musulmanes
- Sectarian violence among Muslims
- Historia del chiismo y Sunismo

La violencia sectaria entre las dos mayores ramas del Islam, Chiismo y Sunnismo ha ocurrido en países como Pakistán, Irak, Afganistán, Baréin, Líbano, etc. Este conflicto violento tiene sus raíces en el desorden político que saca a la luz las diferencias en la sucesión de los líderes del estado de Medina a la muerte de Muhammad

### En Irak
En febrero de 2006 más de 100 personas mueren asesinadas en Irak cuando la violencia entre las dos ramas rivales comienza y deja a cientos de personas muertas y docenas de casas y mezquitas de ambas ramas quedan destruidas
.

### En Pakistán
- Sectarian violence in Pakistan

En Pakistán, el sectarismo exhibe su naturaleza organizada a principios de los años 1980 cuando se fundan dos organizaciones rivales: Tanzeem Fiqha Jaafriya (TFJ) (Organización de la Ley Jafri (chíita)) representando a las comunidades chiitas, y Sipah-e-Sahaba Pakistan (SSP) (Guardianes de la compasión del profeta) representando a los sunitas. El primer incidente importante fue el asesinato de Allama Arif Hussain Al Hussaini, líder fundador de TFJ en 1986. En venganza, se asesina al fundador de SSP, Haq Nawaz Jhangwi.
Desde entonces existe una vendetta sangrienta con focos en las ciudades de Kuuram Agency, Hangu, Dera Ismail Khan, Bahawalpur, Jhang, Quetta y Karachi.
La transformación del conflicto sectario en una violenta guerra civil en el país coincide con el establecimiento de la república islámica de Irán y la promoción de la religión sunita, así como su incorporación en instituciones estatales gracias al régimen del general Zia-ul-Haq en Pakistán.
La revolución iraní fue llevada a cabo por clérigos chiitas e influenciaba a comunidades chiitas en todo el mundo. En Pakistán, Tanzeem-e-Fiqh Jafriya se estableció con la petición de reforzar la ley chiita: esta demanda se vio como un menoscabo en los derechos por parte de los líderes religiosos sunnitas.

### En Baréin
- Protestas en Baréin de 2011

### En Somalia
Ahlu Sunna Waljama'a es un grupo paramilitar somalí de sufíes y moderados opuestos al grupo islamista radical Al-Shabaab. Están luchando para evitar que el wahhabismo se imponga en Somaila y proteger las tradiciones sufíes y suníes y en general los puntos de vista moderados en la religión

### Sectas terroristas
Entre algunos otros grupos que se consideran violentas sectas terroristas están:
- Hermanos Musulmanes
- Al Qaeda
- Yihad Islámica
- Estado Islámico
- Boko Haram